# Janika Gelinek

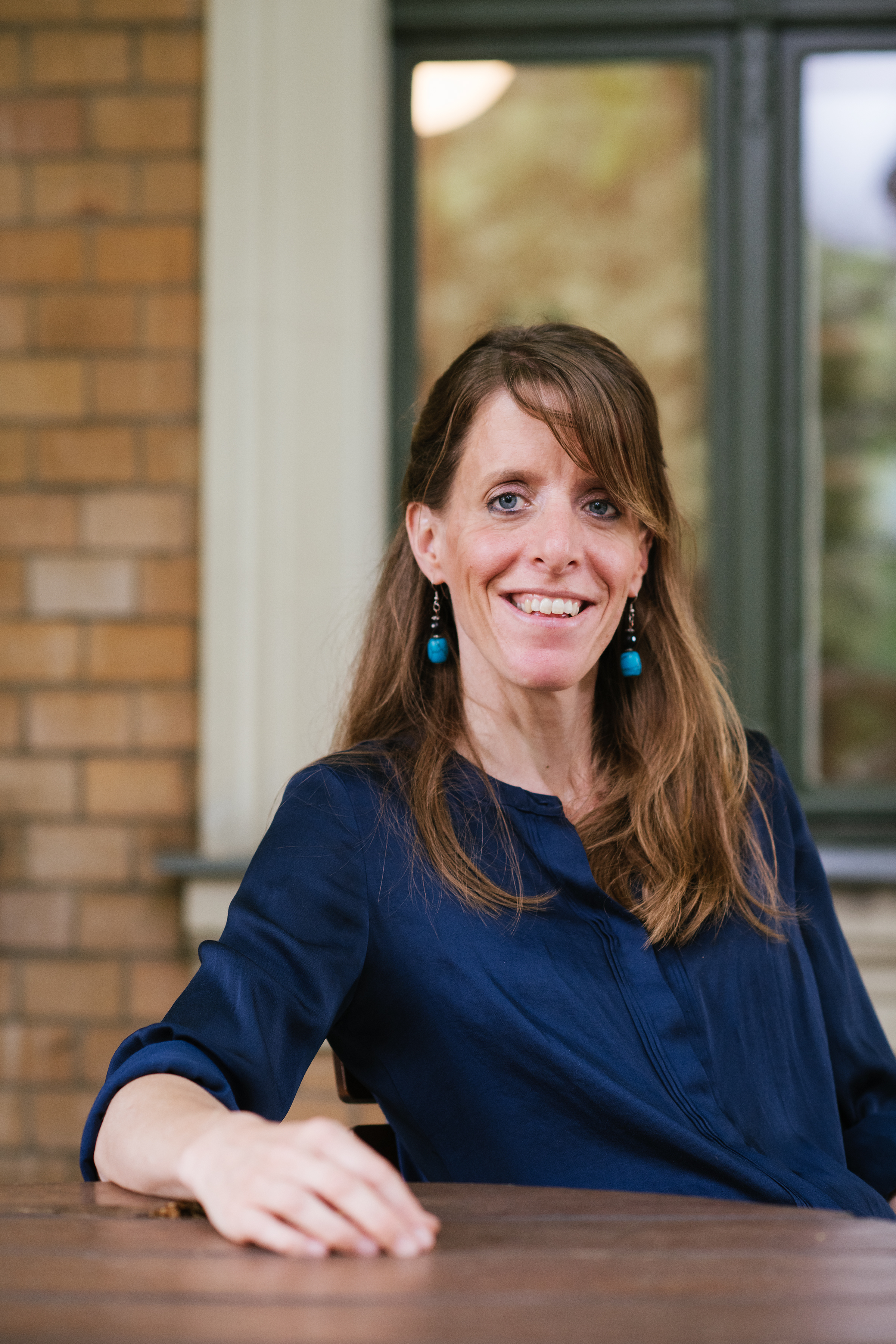
Janika Gelinek (2020)

Janika Gelinek (* 25. Februar 1979 in Hamburg) ist eine deutsche Literaturkritikerin und Kulturmanagerin. Sie leitet seit 2018 mit Sonja Longolius das Literaturhaus Berlin.

## Leben
Janika Gelinek ist in Hamburg geboren und wuchs dort auf. 1998 begann sie an der Humboldt-Universität zu Berlin ihr Studium der Neueren deutschen Literatur, Italienisch und der Philosophie, das sie 2007 mit einer Arbeit über W. G. Sebald bei Ernst Osterkamp und Steffen Martus abschloss. 2003 absolvierte sie ein Auslandsjahr in Rom, nach dem Studium verbrachte sie sieben Monate in Jakarta, wo sie unter anderem bei der Tageszeitung Jakarta Post hospitierte und für Greenpeace International eine Übersetzerdatenbank aufbaute.
Ab 2008 arbeitete sie in Zürich als Lektorin und Presseverantwortliche für den Kunst- und Fotografieverlag NIMBUS. Kunst und Bücher, bei dem sie auch die Reihe „En Face - Berichte von Augenzeugen“ herausgab. 2011 wechselte sie für den Verlag nach Berlin und war anschließend als freie Autorin, Rezensentin und Gutachterin tätig, unter anderem für die Neue Zürcher Zeitung am Sonntag, das Künstlerhaus Wiepersdorf, den Diogenes Verlag und das Literaturinstitut Biel.
Seit 2018 leitet Janika Gelinek – zusammen mit Sonja Longolius – das Literaturhaus Berlin. Gemeinsam veranstalten sie rund 130 Buchpräsentationen im Jahr, dazu Ausstellungen, Führungen und literarische Performances, darüber hinaus sind sie immer wieder auch als Herausgeberinnen tätig. Mit Beginn der Corona-Epidemie reagierten Gelinek und Longolius mit ihrem Team schnell auf die veränderten Veranstaltungsbedingungen und begannen bereits im März 2020 mit dem Livestreaming ihrer Veranstaltungen. Das rief großes Medieninteresse hervor und machte sie zu Expertinnen des Livestreamings, sodass sie auch anderen literarischen Veranstaltern wie der buchmesse_popup 2022 zur Seite stehen konnten. Im November 2021 starteten sie literaturkanal.tv, eine Streamingplattform für literarische Veranstaltungen, auf der unter anderem Veranstaltungen der ARD Buchmessenbühne auf der Frankfurter Buchmesse, des Börsenvereins des Deutschen Buchhandels, des Internationalen Literaturpreises – HKW, des Goethe-Instituts und vielen weiteren zu sehen sind.
Janika Gelinek arbeitet immer wieder auch als Rezensentin. Artikel von ihr erschienen unter anderem in der NZZ am Sonntag und der Literarischen Welt, wo Gelinek sich in mehreren Artikeln auch zur Lage der Kultur in der Corona-Pandemie äußerte. Seit 2022 spricht Janika Gelinek im Podcast Berlins schönste Seiten: Der Literaturpodcast der Berliner Morgenpost und des Literaturhauses Berlin mit Sonja Longolius und Felix Müller, dem Ressortleiter für Kultur bei der Berliner Morgenpost, über ihre Leseerfahrungen.
Als ständiges Mitglied gehört sie der Jury des Walter-Serner-Preises an, den der RBB Kultur einmal jährlich gemeinsam mit dem Literaturhaus Berlin vergibt. Sie war außerdem Jurymitglied für die Literaturprojektförderung des Berliner Senats 2020, den Dehio-Buchpreis 2020, den W.-G.-Sebald-Literaturpreis 2022, der Hotlist 2023 sowie für den Berliner Literaturpreis 2023. Gegenwärtig ist sie Jurymitglied für den Kleist-Preis der Heinrich-von-Kleist-Gesellschaft.
Janika Gelinek lebt mit ihrer Familie in Treptow-Köpenick.

## Veröffentlichungen
Artikel (Auswahl)
- Meine geklauten Bücherkisten. In: Die Welt, 12. November 2018.[19]
- Alte Feministin trifft junge Feministinnen. In: NZZ am Sonntag, 11. April 2019.[20]
- Neuer Roman von Elena Ferrante: Erwachsen werden heisst lügen lernen. In: NZZ am Sonntag, 29. August 2020.[21]
- Lolly Willows oder Der liebevolle Jägersmann. In: Die Welt, 21. November 2020.[22]
- Wir sind erschöpft – und dabei geht es uns noch gold. In: Die Welt, 2. Januar 2021.[23]
- Seid ihr denn verdammt noch mal des Wahnsinns? In: Die Welt, 20. April 2021.[24]

Weitere Texte
- Katrin Streicher: In between. Sibirien, China, Mongolei. Fotografien. Mit einem Text von Janika Gelinek. Zürich 2011, ISBN 978-3-907142-64-6.

Herausgeberschaft
- Malte Lohmann: Erinnerungen an Vincent van Gogh (En face - Texte von Augenzeugen. Hrsg. von Janika Gelinek, Bd. 1). Zürich 2009, ISBN 978-3-907142-47-9.
- Karl Corino: Erinnerungen an Robert Musil (En face - Texte von Augenzeugen. Hrsg. von Janika Gelinek, Bd. 2). Zürich 2011, ISBN 978-3-907142-53-0.
- Ruth Johanna Benrath, Mirko Bonné, Carl-Christian Elze, Mara Genschel, Kerstin Hensel, Dagmara Kraus, Kerstin Preiwuß, Monika Rinck, André Schinkel, Lutz Steinbrück: »Wir sind ein Volk?!« Deutsch-deutsche Lyrik zum 30. Jahrestag der Montagsdemonstrationen. Berlin 2019, ISBN 978-3-948156-19-0.
- Hrsg. Gesa Stedman, Stefano Evangelista, Literaturhaus Berlin: Happy in Berlin? English Writers in the City, The 1920s and Beyond | Englische Autor*innen der 1920er und 30er Jahre. Berlin 2021, ISBN 978-3-8353-3987-3.
- 5 Jahre Li-Be. Offene Baustellen. Duygu Ağal, Kristof Magnusson, Daniela Dröscher, Dana Vowinckel, Alban Nikolai Herbst, Ulrike Draesner, Sandra Richter, Jan Brandt und Vincenzo Latronico, Berlin 2023[25].
- Europäische Landschaften. Im Dialog mit geretteten Gemälden des Odesa Museums für Westliche und Östliche Kunst. Janika Gelinek und Sonja Longolius, Literaturhaus Berlin (Hg.), Edition frölich, Berlin 2025.